# Fiamminghi

Bandiera delle Fiandre

I  fiamminghi (in olandese Vlamingen) costituiscono un gruppo etnico di lingua fiamminga storicamente legato alla regione delle Fiandre, nell'attuale Belgio settentrionale, e alla regione storica delle Fiandre francesi, nell'attuale Francia. Si tratta del gruppo etnico numericamente prevalente del Belgio. Discendenti delle antiche tribù germaniche (come i Franchi ed i Frisoni, che si stabilirono nella regione di Anversa e lungo le rive dello Schelda), in seguito mescolatesi alle locali popolazioni gallo-romane e germaniche (come i Batavi, Betasii, Cattuari, Cugerni, Sunuci, Toxandri, Treveri, Tungri e Ubi), i fiamminghi sono tradizionalmente di religione cattolica.